# Groganhelea rondoniensis
Groganhelea rondoniensis är en tvåvingeart som beskrevs av Gustavo R. Spinelli och Dippolito 1995. Groganhelea rondoniensis ingår i släktet Groganhelea och familjen svidknott. Inga underarter finns listade i Catalogue of Life.